# Université internationale d'Afrique
L'université internationale d'Afrique (arabe : جامعة افريقيا العالمية) est une université publique située à Khartoum, au Soudan. Elle comprend une faculté de sciences humaines, une faculté d'études islamiques, une faculté des sciences, une faculté de sciences de l'ingénieur et une faculté de médecine.
Elle est issue du Centre islamique africain (al-Markaz al-Islami al-Ifriqi) créé en 1967 et doté d’un département pour l’action éducative missionnaire qui fut longtemps soutenu par l’Arabie saoudite.

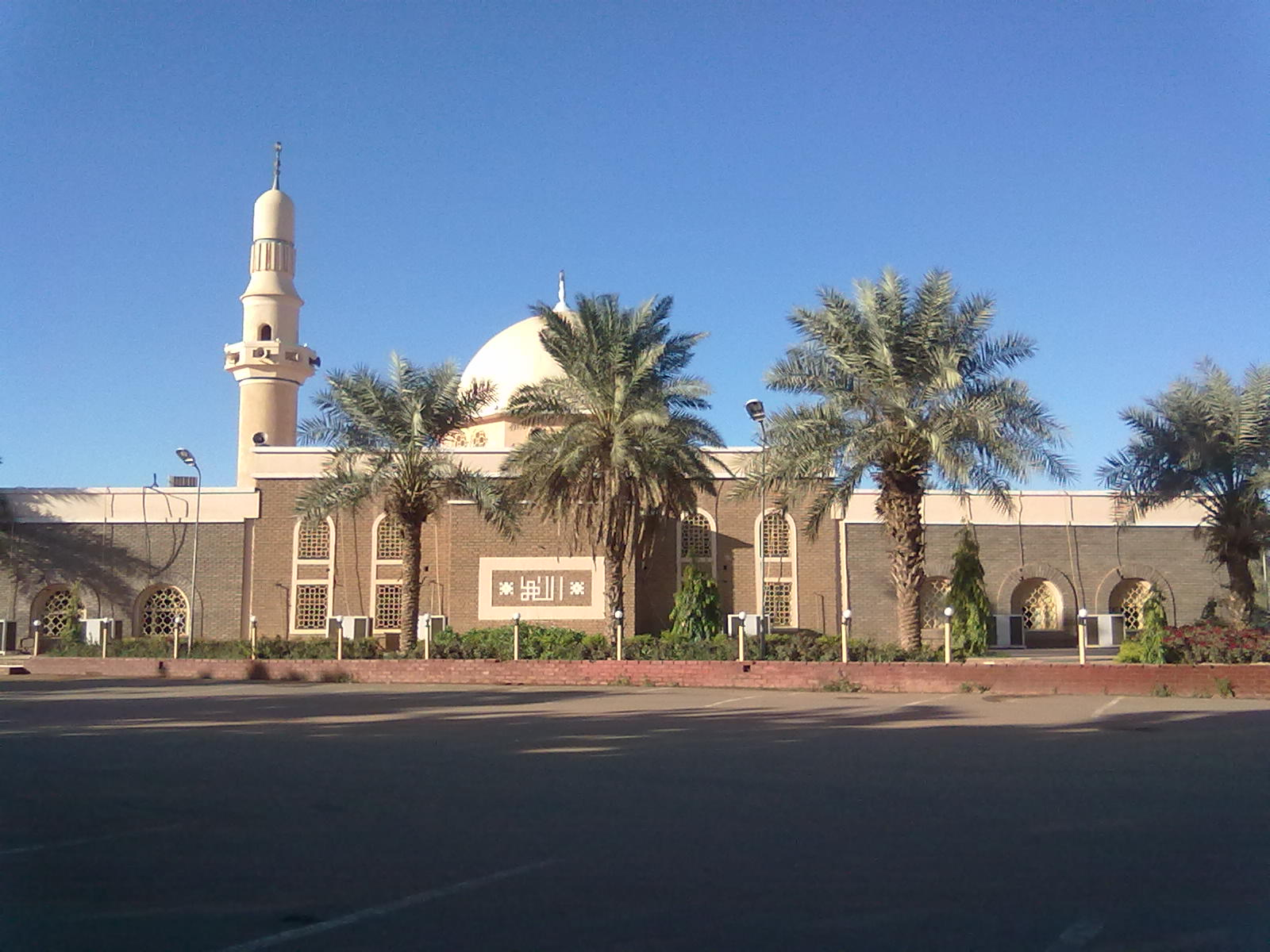
Mosquée de l'université internationale d'Afrique.

Aujourd'hui encore, les sciences islamiques restent une partie importante du cursus proposé par l'université.